# Xarxa utilitària de Catalunya
La xarxa utilitària de Catalunya és una xarxa geodèsica tridimensional que abasta tot el territori de Catalunya, i es recolza en les xarxes primàries i secundàries estatals.
En gran part, les observacions de la xarxa utilitària es basen en satèl·lits i es complementen amb observacions d'anivellació i amb el geoide de Catalunya calculat per l'Institut Cartogràfic de Catalunya.
La distribució dels punts no és uniforme sinó que varia entre distàncies d'uns vuit-cents metres a les àrees urbanes, on la major densitat d'edificació fa menys convenient les observacions amb GPS, i uns deu kilòmetres a les zones muntanyoses, on per contra l'ús de mètodes satel·litaris resulta més eficaç.
Tot i que enfocada principalment cap a la geodèsia espacial, en el disseny de la xarxa també es té en compte en la mesura possible, especialment a les àrees urbanes, el requeriment de visibilitat entre vèrtexs quan es fan servir tècniques de topografia clàssica.